# منادی تاریخ باستان
منادی تاریخ باستان (به روسی: Вестник Древней Истории) (به انگلیسی: Vestnik Drevnei Istorii) یک پژوهشنامه روسی است که در سال 1937 میلادی بنیانگذاری شد. این مجله در زمینه های خاورشناسی باستانی، یونان باستان و روم باستان و اخیرا در زمینه حفاری‌های باستان‌شناسانه منتشر می کند. این مجله 4 بار در سال منتشر می‌شود. تیراژ آن 3 هزار نسخه است. این مجله توسط پژوهشگر گرجی و کارگذار حزب بلشویک و برادرزن سابق ژوزف استالین، الکساندر سوانیدزه تاسیس شد.

## منبع
- ویکی پدیای انگلیسی